# 堺市立金岡南中学校
堺市立金岡南中学校（さかいしりつ かなおかみなみ ちゅうがっこう）は、大阪府堺市北区にある公立中学校。
当時「日本一のマンモス校」ともいわれていた堺市立金岡中学校の過密解消のために、1977年に同校から分離する形で現在地に新設された。金岡南中学校開校と同時に、従来の金岡中学校は堺市立金岡北中学校に改称している。

## 沿革
- 1977年4月1日 - 堺市立金岡南中学校として現在地に開校。
- 1977年6月 - プール完工

## 通学区域
- 堺市立金岡小学校と堺市立金岡南小学校の通学区域。
堺市北区 金岡町（全域）、長曽根町（一部）。

## 出身者
- 黒谷友香 - 女優
- 冨宅飛駈 - プロレスラー
- CIMA - プロレスラー
- 羽地登志晃 - 徳島ヴォルティス元選手
- 多和田任益 - 俳優
- 吉持亮汰 - プロ野球選手
- 山田知弘-俳優
- 西川愛也 - プロ野球選手
- 中原弘貴 - 俳優

## 交通
- 南海バス 金岡町バス停 東へ約0.3km。
- 南海高野線 白鷺駅 北へ約1.7km。